# وادي البرداني
وادي البَرْدَاني: يقال له أيضا «ثَعْيب اليماني»: من أجمل أودية محافظة بارق، في أعلاه قرى ومدرجات زراعية، وفي أسفله روضة غناء جميلة وارفة الظلال، والطيور كثيرة في هذا الوادى. يمتاز بجريان الماء طوال العام، وبخضرته الدائمة. وهذا الوادي منتزة أهل بارق، ومن هنا أتت تسميته بالبرداني.
ينبع من المشباح، يسيل جنوباً، ويرفده مياه جبال: «الصفق» و«شقبان»، يلتقي بوادي جبال قبل مصبه ليكون مجرى مياه جاري طول العام، يصب في وادي بقرة ومنها إلى حلي. الواقع أن الوادي يحمل أسمين، فهو وادي ثعيب اليماني أعلاه ووادي البرداني عند مصبه، ويغلب عليه مسمى البرداني. يقوم على هذا الوادي قريتان هما: «بن عطيفة» و«العسرات»، وهناك قرى أخرى مهجورة بالقرب من الوادي.

## التسمية
البَرْدَاني في الفصحى بمعنى: الأرض الفَيْء المُظلّة، وسميت بذلك لأن الرعاة كانوا إذا جاؤها فيوء وارتاحوا من ملاحظة الأغنام وملاحقتها لما تجده فيها من فَيْء ووفرة مياه ونبات. أما المسمى الأخر للوادي «ثَعْيب اليماني»: فثعيب تصغير ثَّعْب وهو في اللغة: مَسِيل الوادي، وسمي باليماني للتفرقة بينه وبين وادي «ثعيب آل سالم»، ولكونه يقع جنوب الوادي المشار إليه، وكل ما كان ناحية الجنوب في عاميتهم سمي (يمن)، ولا يربط الواديين المشار لها غير المسمى.

## صفة الوادي
ينبع وادي البرداني من جنوبي قرية المشباح في بلاد صعبان، وهذا المنبع الرئيسي. هناك منابع أخرى ثانوية منها: وادي جبال، وشعب جبال: «طويلة الصفق» و«شقبان». يبلغ طوله من منبعه إلى مصبه 8 كيلو متر، ويكون مجراه ضيقاً شديد الانحدار في أعلاه وأوسطة، وفسيح ومبسوط في أسفله، وعلى أطرافه أرض حضراء جميلة جداً. لا تنقطع مِيَاهُهُ.